# Arno Deutelmoser
Arno Deutelmoser (* 17. Januar 1907; † 17. Februar 1983 in Hamburg) war ein aus der Jugendbewegung stammender nationalrevolutionärer Aktivist in der Endphase der Weimarer Republik, Widerständler gegen den Nationalsozialismus sowie führendes Mitglied der Unabhängigen Freikirche von Friedrich Hielscher. 

## Biographie

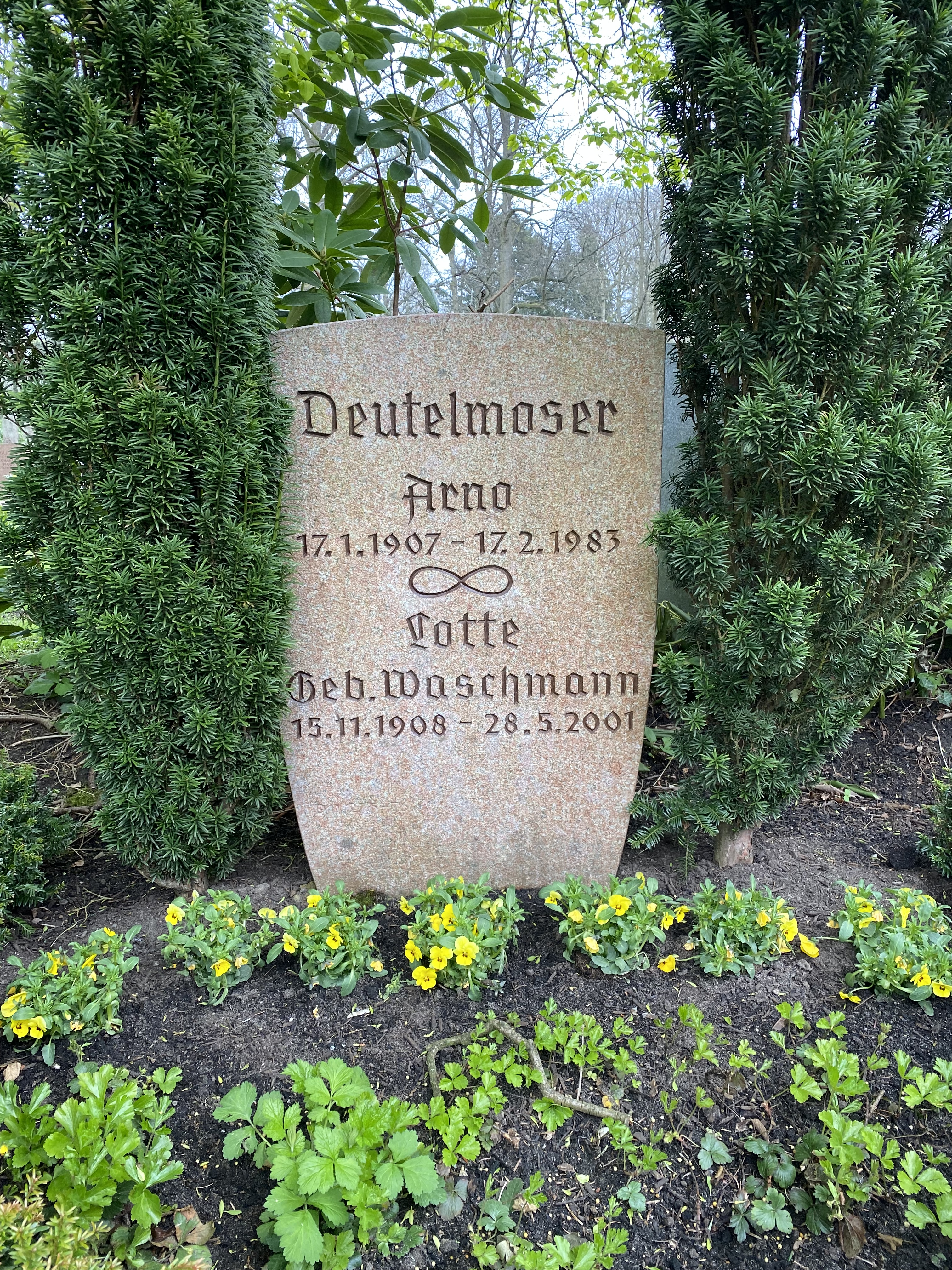
Grabstätte auf dem Ohlsdorfer Friedhof

Arno Deutelmoser wuchs im Sudetenland auf und studierte ab 1927 Rechtswissenschaften, Philosophie und Geschichte in Göttingen. Dort wurde er Mitglied der von Werner Lass im gleichen Jahr gegründeten jugendbewegten und nationalrevolutionär ausgerichteten „Freischar Schill“. 1931 schloss er sich dem „Bund der Eidgenossen“, der Älteren-Organisation der „Freischar Schill“, an. Unter anderem wirkte er als Autor an der von Werner Lass herausgegebenen Zeitschrift Der Umsturz – Kampfblatt für die deutsche sozialistische Revolution mit.
Die gegen die Politik der NSDAP gerichtete Politik der „Eidgenossen“, deren als besonders radikal geltende Göttinger Gruppe sich zeitweilig sogar der KPD annäherte, führte im März 1933 zur Verhaftung und zeitweiligen Inhaftierung Deutelmosers. Im Sommer des gleichen Jahres schloss er sich der Widerstandsgruppe des Publizisten und Religionsphilosophen Friedrich Hielscher sowie dessen gerade gegründeter und mit der Widerstandsgruppe eng verbundenen „Unabhängigen Freikirche“ an. Mehrere weitere Mitglieder der inzwischen verbotenen „Eidgenossen“ folgten diesem Schritt.
Deutelmoser konnte sein Studium in Hamburg fortsetzen und promovierte 1937 mit einer religionsgeschichtlichen Arbeit zum Thema Luther, Staat und Glaube, die im Eugen-Diederichs-Verlag erschien. Darin griff er zahlreiche Positionen auf, die sein Mentor Friedrich Hielscher bereits in seinem 1931 erschienenen und inzwischen vom NS-Regime verbotenen Werk Das Reich vertreten hatte. 1940 wurde Deutelmoser zur Wehrmacht eingezogen und war dort, überwiegend in Norwegen stationiert, im Auftrag seiner Vorgesetzten u. a. mit der Abfassung von Schriften zum britisch-skandinavischen Verhältnis befasst.
Nach Kriegsende hatte Deutelmoser lange Jahre lehrende und leitende Funktionen an einer niedersächsischen Heimvolkshochschule inne. Innerhalb der Unabhängigen Freikirche, der er bis zu seinem Tode 1983 angehörte, galt er als die nach Friedrich Hielscher bedeutendste Persönlichkeit und als Hielschers „dogmatisches Gewissen“.
Arno Deutelmoser wurde auf dem Hamburger Friedhof Ohlsdorf beigesetzt. Die Grabstätte liegt im Planquadrat D 11, südwestlich von Kapelle 4.

## Werke
- Luther, Staat und Glaube. Eugen-Diederichs-Verlag, Jena 1937
- Reformation und Gegenreformation in Deutschland. Leipzig / Berlin 1938
- England gegen Skandinavien. Eine Geschichte der britischen Übergriffe gegen die nordischen Staaten. Berlin 1940
- England im skandinavischen Urteil. Berlin 1940